# Feđa Penović
Feđa Penović, hrvatski vaterpolist, vaterpolski trener i vaterpolski sudac iz Splita.
U vaterpolskom formiranju Feđe Penovića, Vinka Rosića, Bože Bešlića i još nekih koji su nosili Mornara sudjelovao je kao trener Boško Vuksanović.
Trenirao je vaterpoliste splitskog Mornara.
Na prijedlog Tonija Petrića i Feđe Penovića, Duško Klisović se prihvatio suđenja u vaterpolu te postao svjetski poznati vaterpolski sudac.